# Семенченко Семен Ігорович
Семе́н І́горович Семе́нченко (ур. Костянтин Ігорович Грішин; нар. 6 червня 1974, Севастополь, УРСР) — народний депутат ВРУ VIII скликання (партія Самопоміч), перший заступник голови комітету ВРУ з питань національної безпеки та оборони, військовик, командир 2-го Батальйону «Донбас» 1-ї Бригади оперативного призначення Національної гвардії України, сформованого з добровольців.

## Життєпис
Народився 6 червня 1974 року в Севастополі, де здобув середню освіту в школах № 3 і № 22. Почав навчання у Чорноморському вищому військово-морському училищі, 1993 року перевівся до Севастопольського технічного університету на факультет фінансів. У пресі також були повідомляння, що з 2006 по 2008 рік Семенченко здобув другу вищу освіту — кінорежисера.
З 1998 по 2001 роки працював головним редактором газети «Севастопольський вісник».
2001 року став директором приватного підприємства «Центр громадських соціально-економічних ініціатив» (Севастополь). За словами Семенченка, він був дилером компанії Viasat Україна.
Брав участь у громадському житті суспільства: в 1990-х був редактором двох газет, потім — керівником благодійного фонду і декількох громадських організацій. Член виконкому ГО «Народний рух за соціально-економічне та духовне відродження».
Семенченко має дружину Московець Наталію Олегівну і троє дітей. 

### Справжнє ім'я

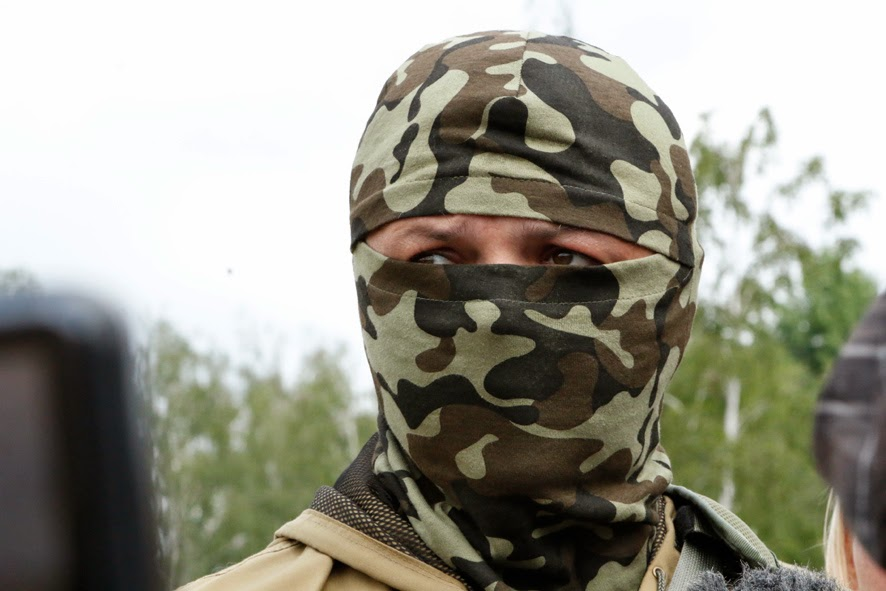
Семен у балаклаві

В інтерв'ю довгий час розповідав, що Семен Семенченко — це псевдонім, що його справжнє ім'я було іншим, але згодом він офіційно змінив ім'я у паспорті на Семена Семенченка.
Від січня 2014 року на всіх публічних заходах Семенченко одягав балаклаву, пояснюючи це тим, що він родом з Донбасу і побоюється за життя своєї родини, якщо прихильники ДНР зможуть його ідентифікувати. Балаклаву він зняв лише 1 вересня.
У передачі «Інсайдер» на українському телеканалі «ICTV» 10 жовтня 2014 Семенченко вперше підтвердив, що до того як він змінив ім'я, його звали Костянтин Грішин.

## Політика
На парламентських виборах 2014 року балотувався від партії Самопоміч під № 2. Одним із пунктів програми Семенченка є розбудова створеної ним «Української військової організації», яка мобілізує громадськість для сприяння процесу формування єдиної системи ТРО в Україні.
9 лютого 2015 року указом Президента Семенченко передав повноваження командира батальйону «Донбас» Анатолію Виногродському, але як засновник батальйону залишився його почесним командиром.
17 квітня Семенченко з Єгором Соболєвим відвідали Маріуполь з інспекцією фортифікаційних споруд на підступах у місто. В ході перевірки були виявлені порушення у будівництві та укріпленні позицій українських військових.
Був заступником голови комітету ВРУ з питань безпеки та оборони.

### Перевибори у Кривому Розі
22 листопада 2015 року Семенченко разом з народним депутатом Єгором Соболєвим очолили багатотисячний протестний рух проти фальсифікації виборів в Кривому Розі, започаткували в місті рух «народовладдя» та створили «громадську варту». Своїми діями домоглися створення тимчасової спеціальної комісії Верховної Ради України, яка провела розслідування і визнала вибори сфальсифікованими.
23 грудня Верховна Рада призначила позачергові вибори криворізького міського голови на 27 березня 2016 року.
На позачергові вибори мера Кривого Рогу запропонували кандидатуру Семена Семенченка, ініціатором пропозиції виступив зокрема колишній кандидат на цей пост Юрій Милобог.
За результатами позачергові виборів 27 березня 2016 року за Семенченка проголосувало майже 11 %, що на 50 % більше, ніж за Юрія Милобога в першому турі (31 000 в порівнянні з 20 000). Юрій Вілкул отримав 209 469 голосів (74,18 %). Жоден з інших кандидатів не отримав 5 % голосів. Семенченко вважає результат, отриманий за три тижні, та враховуючи те, як його демонізували під час виборчої кампанії, — чудовим, хоча він зазначав в інтерв'ю про ряд порушень, на які не відреагували ні Генпрокуратура, ні поліція. До таких правопорушень можна віднести розпалювання національної ворожнечі біл-бордами:

### Позиція відносно Мінських угод
В червні 2014 року разом із бійцями батальйону «Донбас» виходили під Адміністрацію президента з протестом введення перемир'я з сепаратистами та введення воєнного стану.
В 2015 році Семенченко та батальйон «Донбас» вимагали під Широкіним відміну демілітаризації. У вересні 2015 року Семенченко звертався із заявою в Генеральну прокуратуру із тим, що на нього здійснюється тиск Президентом України, щоб він не агітував проти змін до Конституції, інакше Семенченкові погрожували кримінальною справою.
Організовував кампанію проти внесення змін до Конституції в частині «особового статуса для Донбассу».
Заявляв про необхідність та наявність альтернативи Мінським угодам. Потім виступив співавтором закону, який був альтернативою Мінським домовленостям.

## Нагороди та відзнаки
- 21 серпня 2014 року указом Президента Порошенка капітан резерву[43] Семенченко нагороджений орденом Богдана Хмельницького III ст.[44][45]. Він був відзначений за бойові заслуги проявлені при визволенні міст Артемівськ, Попасна та Лисичанськ. 1 вересня 2014 року орден був вручений разом із табельною вогнепальною зброєю — пістолетом «Макарова» від Голови СБУ.[46][47].
- Іменна табельна зброя з правом довічного носіння — пістолетом Форт-17 вітчизняного виробництва[48][49]. Під час офіційної церемонії нагородження в обласній лікарні ім. Мечникова Дніпропетровська, в якій узяв участь чинний прем'єр-міністр України Арсеній Яценюк, Семенченко вперше публічно зняв балаклаву.[50][51]
- 22 липня 2015 року, в першу річницю визволення Попасної від терористів, районна адміністрація Луганської області вручила Семенченку медаль «За заслуги перед Попаснянським районом».[52][53]

## Міжнародна діяльність
Семенченко був членом групи з міжпарламентських зв'язків зі США.
12 листопада 2014 року Семенченко, Андрій Тетерук і Юрій Береза провели зустріч у Франкфурті з Начальником Управління консульського забезпечення України — Польовою Аллою Валентинівною.
Також Семенченко їздив у США з візитом у військові навчальні центри домовлятися про навчання.
13 листопада 2014 року Семенченко з делегацією прибув до США з метою обговорити конгресменами надання військової допомоги Україні.

## Громадська діяльність
У середині лютого 2015 року за ініціативи Семенченка було створено його іменну «Благодійний фонд Семена Семенченка», що займався ресоціалізацією військових-добровольців, наданням їм допомоги щодо лікування та оздоровлення, забезпеченням допомогою бійців та їх сімей.
18 лютого в Дніпрі на посаді народного депутата Семенченко, заступник командира ДУКа Валентин Манько та куратор батальйону «Кривбас» Микола Колесник заявили про створення Генерального штабу добровольчих батальйонів як координаційного центру для обміну розвідданими, який мав інформувати Президента України. Очолювали штаб сім командирів, в тому числі Семенченко і лідер Правого сектора Дмитро Ярош.
Займався громадською роботою на посаді голови виконкому ГО «Народний рух за соціально-економічне та духовне відродження».

### Підтримка добровольців
Семен Семенченко веде активну громадську діяльність, направлену на забезпечення законних прав та інтересів добровольців, зокрема його діяльність спрямована на запобігання незаконних переслідувань добровольців, взяття бійців добровольчих батальйонів на поруки та участь в судах, з метою забезпечення бійців підтримкою та захистом..
Семен Семенченко брав участь у акціях протесту на захист засновника та бійця батальйону «Айдар» Валентина Лихоліта (позивний «Батя»). Завдяки активним діям Апеляційний суд Києва відпустив бійця Валентина Лихоліта на поруки депутатів Верховної Ради — Семена Семенченка та інших.
Семен Семенченко також був присутній та забезпечував підтримку та захист інтересів НАБУ (Національне антикорупційне бюро України) у Солом'янському суді Києва, де НАБУ звинувачувало військового прокурора зони АТО Костянтина Кулика у незаконному збагаченні.

### Участь у люстрації
У січні 2015 року Семенченко разом з Єгором Соболєвим та іншими звинуватив суддю Харківського окружного адміністративного суду в тому, що вона ухвалила рішення, яке «не відповідає волі народу». Незважаючи на те, що на той час рішення не було скасоване в апеляційному порядку, Семенченко погрожував судді судом Лінча, коментуючи хід справи у соцмережах. Погрози Єгора Соболєва («судді будуть вилітати з вікон») та Семена Семенченка стали предметом Відкритого листа Ради суддів України про посягання на життя та здоров'я суддів. Згодом позивач відмовився від позову «через існування небезпеки для суддів», тому рішення суду першої інстанції так і не отримало оцінки в апеляції.

### Блокада
Брав активну участь та підтримував заходи, направлені на тимчасове повне припинення транспортного сполучення між державою Україна та ОРДЛО (території, окуповані РФ).
З 2015 року між територією Донецької та Луганської областей, окупованих Російською Федерацією, та між територією, що контролюється Україною, здійснюється незаконна торгівля, яка є фактично торгівлею з окупантами.
За даними Служби безпеки України, вказаних в рішенні Сєвєродонецького міського суду Луганської області від 02 грудня 2016 року, 47 % від всіх засобів, які отримано від закупівлі вугілля в ЛНР, ідуть на фінансування так званого бюджету ЛНР: закупівлю військової амуніції, оплату бойовикам тощо.
Торговельна блокада ОРДЛО була ініційована 16 грудня 2016 року з ультиматуму, який висунули бойовикам українські ветерани-добровольці з вимогою звільнення українських військових, які утримуються в полоні.
Після невиконання умов ультиматуму добровольцями розпочалась так звана торговельна блокада за активної участі та підтримки народних депутатів Семенченка, Є. Соболєва та В. Парасюка.
З січня по березень 2017 року штабом проводилась блокада окупованих Російською Федерацією територій Донецької та Луганської областей. Метою заходу було припинення контрабандної торгівлі між державою Україна та тимчасово окупованою Російською Федерацією та контрольованою проросійськими кримінальними угрупуваннями територією Донецької та Луганської областей. Результатом акцій було заблоковано більше 1000 потягів, які відправлялися з окупованих територій.
14 березня 2017 року Семен Семенченко розкриває, що підприємства, які розташовані на окупованій території, більшою мірою належать російським власникам або проросійським олігархам, наприклад: Алчевський металургійний комбінат — Зовнішекономбанку РФ; Донецьксталь — російському олігарху Нусенкісу. Податки в бюджет України не сплачуються, а також цим підприємствам безкоштовно надаються у споживання (за рахунок українських громадян) світло, газ, вода. Спостерігається постійний потік зброї та наркотиків. Простежується зацікавленість чиновників України в підтримці цієї схеми, а саме: прокуратури, суди, СБУ, поліції, військової адміністрації, що сприяє підсиленню корупції, об'єднанню з окупантами і являє загрозу національної безпеки.
15 березня 2017 року Президент України Петро Порошенко підтримав блокаду та запропонував РНБО провести повне припинення транспортного сполучення з окупованими територіями. Після ухвалення рішенням РНБО щодо припинення транспортного сполучення між Україною та ОРДЛО, заходи були переведені на державний рівень.
В січні 2018 року США підтримали торговельну блокаду Україною окупованих територій Донбасу та ввели санкції проти тих, хто нелегально торгує вугіллям, вивезеним з України.

### Протест під Верховною радою
17 жовтня 2017 — під Верховною радою почалась акція на підтримку політичної реформи. Вимогами були: створення антикорупційного суду, перехід до виборів за відкритими списками партій, позбавлення депутатів ВРУ недоторканності.
Учасники акції розбили наметове містечко на проїжджій частині вулиці Грушевського і висловили намір залишатися там до виконання їхніх вимог. Після виконання однієї з вимог, а саме ухвалення закону про антикорупційний суд, протестувальники прибрали частину наметів. Через 137 днів, 3 березня 2018 року, задовольнивши тільки частину вимог протестувальників, правоохоронці жорстоко розігнали наметовій табір.

## Участь у АТО— батальйон «Донбас»

### Період до Національної гвардії
У середині квітня 2014 року для боротьби з бойовиками самопроголошеної Донецької народної республіки Семенченко сформував на Донеччині з громадян України загін народного ополчення, який він запропонував назвати — батальйон «Донбас». Однак керівники Донецької облдержадміністрації не підтримали ініціативу Семенченка. Тому активісти перебазувалися на територію сусідньої Дніпропетровської області, де завдяки підтримці її керівництва змогли сформувати свій підрозділ у статусі роти батальйону «Донбас». Як зазначив Семенченко: «Ми зіткнулися з серйозною протидією в нашій області. Губернатор, погоджуючись на словах, нічого не зробив. Тільки в сусідній області ми змогли сформуватися.».
Семен Семенченко у своїх інтерв'ю неодноразово підкреслював, що батальйон «Донбас» був створений завдяки пожертвувань волонтерів та активістів. Ніякого фінансування з боку Коломойського батальйон не отримував. За словами Семенченка, першу бойову зброю він та його соратники отримали, напавши з «травматикою» на контрольований терористами блок-пост 1 травня. Надалі, до включення до складу Національної гвардії, на озброєнні батальйону знаходилася легка стрілецька зброя, РГД та снайперські гвинтівки.
Дніпропетровська облдержадміністрація підтримала командира батальйону «Донбас» Семена Семенченка, коли той звернувся до них по допомогу. Про це «Обозревателю» розповів заступник губернатора Дніпропетровської області Борис Філатов.
«Семен прийшов до нас з вулиці, сказав: „Здрасьте“, і ми його підтримали», — розповів він. «Пам'ятаю, коли у нього було всього 60 чоловік — роздягнених, роззутих, роззброєних, а першу зброю він добував нічними вилазками на блокпости», — продовжив заступник голови ОДА.
15 травня 2014 року Семенченко на чолі батальйону звільнив райвідділ міліції у Великій Новосілці від лояльної терористам міліції. Після цього було замінено керівника райвідділу, а особовий склад приведено до повторної присяги на вірність Україні. Над будівлею райради було піднято прапор України. Згодом близько 21.00 було отримано інформацію про рух у бік Великої Новосілки 30-ти автомобілів бойовиків з так званого батальйону «Восток», однак справжній бій не відбувся. Після короткої перестрілки, отримавши декількох легкопоранених, «Восток» відступив.
22 травня 2014 року бійці батальйону взяли під охорону адміністративні будівлі Володарського району, з приміщення районної ради знято прапор «ДНР» та вивішено прапор України.
Вранці 23 травня 2014 року батальйон потрапив у засідку російських терористів у селі Карлівка Мар'їнського району. Частині бійців вдалось вирватись з оточення та дістатись до блок-посту українських військових поблизу міста Красноармійськ. 5 чоловік загинуло. Внаслідок боїв майже половина бійців отримала поранення різного ступеня тяжкості. Під час бою було знищено мінімум 15 терористів. Батальйон «Донбас» втратив п'ятьох бійців, семеро поранено.
Російські засоби масової інформації в черговий раз поширювали неправдиву інформацію про те, що на блокпост терористів начебто здійснили напад представники політичної партії «Правий сектор». Втім, недостовірна інформація російських ЗМІ була черговий раз спростована.
Наприкінці травня на базі 1-ї роти «Донбасу», який розрісся, було сформовано батальйон спеціального призначення резервістів Національної гвардії України, який і очолив Семенченко, отримавши звання капітана резерву НГУ.

### У складі Національної гвардії
На початку червня 2014 року новостворений резервний батальйон НГУ провів тренування та бойове злагодження на полігоні Національної гвардії України поблизу села Нові Петрівці, Вишгородський район, Київська область. З 630 бійців «Донбасу» відібрали 460 гвардійців; решта влилася до лав 24-го Батальйону територіальної оборони «Айдар» Збройних сил України.
29 червня Семенченко прибув до Києва з вимогою припинення перемир'я та введення воєнного стану. Провів демонстрацію під Адміністрацією Президента та виступив на сцені Майдану.

##### Липень 2014
4 липня 2014 року бійці батальйону під командуванням Семенченка у складі сил АТО брали участь у звільненні від терористів міста Миколаївка Донецької області.

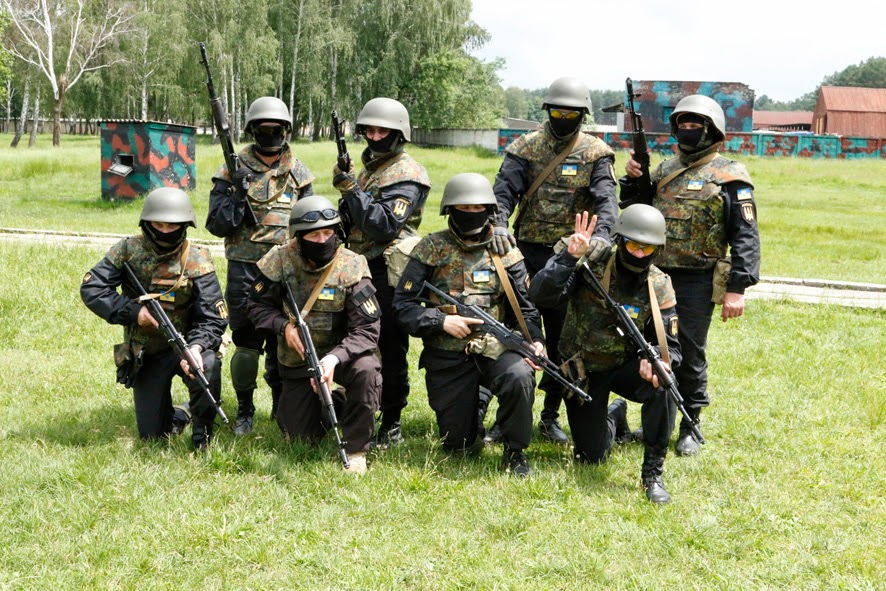
Бійці батальйону «Донбас»

5 липня 2014 року розвідувальна рота батальйону під командуванням Семенченка брала участь у звільненні від терористів міста Костянтинівка Донецької області.
6 липня 2014 бійці батальйону під командуванням Семенченка разом з іншими підрозділами сил АТО здійснили розвідку боєм у селі Карлівка поблизу Донецька з метою виявлення вогневих позицій терористів. Унаслідок операції терористів було знищено артилерією великого калібру та установками залпового вогню «Град», втрат зазнали також частини терористів з так званого батальйону «Сєвєр», які полишили свої позиції біля Донецького аеропорту.
Бійцями батальйону під командуванням Семенченка, які знаходяться у Артемівську, проводяться активні дії по звільненню міста від терористів, відбиваються нічні атаки бойовиків, споруджуються блокпости у місті та за його межами, а також готуються операції по зачистці території. Підрозділи батальйону забезпечують патрулювання прилеглих до Артемівська та Горлівки районів.
8 липня 2014 року у зону проведення АТО у Донецькій області прибула ще одна рота батальйону «Донбас».
8 липня 2014 року у youtube з'явилося відео, як Семенченко та лідер «Правого Сектора» Дмитро Ярош зустрілися в с. Курахове Донецької області. Це була перша зустріч двох командирів, які на камеру поділилися своєю думкою про хід АТО, ролі олігархів в українській політиці, російських ЗМІ і планах на майбутнє. Семен Семенченко заявив: «Я за те, щоб роль олігархів у країні зменшувалась. Вони мають бути багатими людьми, справно платити податки і не лізти в політику».
11 липня 2014 року розвідувальна група батальйону «Донбас» під командуванням Семена Семенченка поблизу Артемівська вступила у бій з терористами, які оточили блокпост. Під час бою було знищено 1 легкову автівку, 2 бійців батальйону отримали поранення, 7 терористів було убито і декількох поранено. Унаслідок бою позиції терористів було знищено, і вони змушені були відступити. По закінченню бою бійцями батальйону «Донбас» було проведено зачистку території, під час якої виявлено базу терористів та вилучено значну кількість зброї.

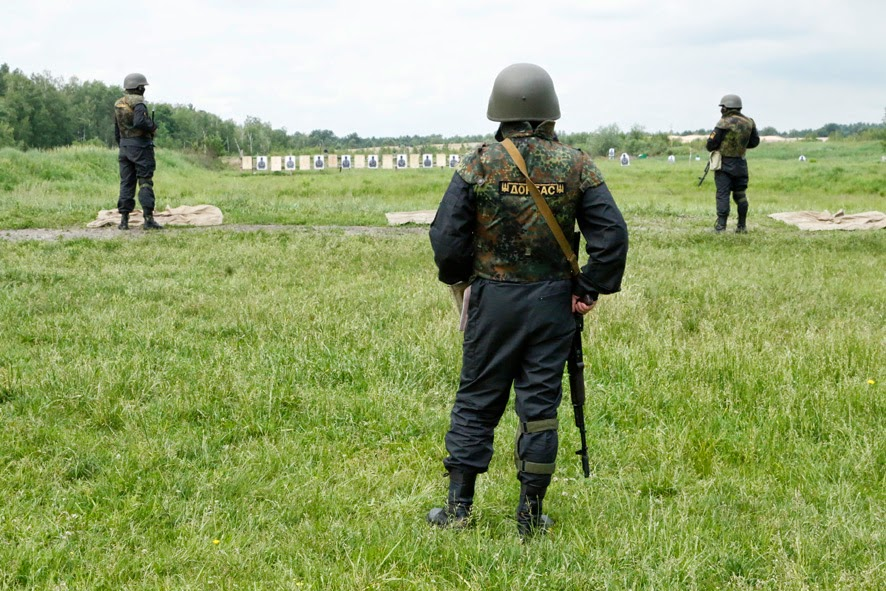
Відкрите тренування у Київській області

18 липня 2014 року бійці батальйону під командуванням Семена Семенченка вели бій з терористами у місті Попасна. Під час бою 2 бійців батальйону було вбито, 6 отримали поранення, з боку терористів 7 осіб загинуло.
19 липня 2014 року під час наступного бою за Попасну, батальйоном під командуванням Семена Семенченка було знищено 4 блокпости терористів, вбито близько 40 терористів та узято у полон 6. Зі свого боку батальйон «Донбас» втратив двох бійців, 5 отримали поранення, 1 боєць вважається зниклим безвісти.
21 липня 2014 року у ході військової операції за участю підрозділів Збройних сил, батальйонів «Донбас» під командуванням Семена Семенченка та «Дніпро-2» було звільнено населений пункт Піски. Бійцями батальйону було взято у полон 4 озброєних терористів-саперів з вибухівкою з так званої «Російської православної армії». Під час операції батальйон «Донбас» втрат не зазнав. Надалі було знищено укріплений район терористів поблизу населеного пункту Нетайлове та частково знищено укріпрайон у передмісті Донецька.
22 липня 2014 року бійцями батальйону під командуванням Семенченка було звільнено від терористів та взято під контроль місто Попасна. Під час бою було знищено понад 100 терористів «ЛНР», з боку батальйону втрати відсутні.
24 липня 2014 року батальйон «Донбас» під командуванням Семенченка разом з іншими підрозділами сил АТО звільнив від терористів місто Лисичанськ та розпочав патрулювання вулиць, роздачу продуктів та води місцевому населенню.
26 липня 2014 року батальйоном «Донбас» разом з підрозділами Збройних сил та Національної гвардії розпочато штурм Первомайська, у районі якого зосереджено значні сили терористів, озброєних установками Град, ПЗРК та бронетехнікою.
У той же день бійцями батальйону під командуванням Семенченка було взято склад терористичного угрупування "батальйон «Прізрак», який знаходився у приміщені Лисичанського скляного заводу. На складі було виявлено 2 одиниці бронемашин, зенітно-ракетну зброю, «ПТРК», міномети, стрілецьку зброю, велику кількість автівок, цистерни з бензином та соляркою, велику кількість комплектів форми з розпізнавальними знаками терористів, більше 800 ящиків з гуманітарною допомогою, російські паспорти та електронну базу бойовиків з особистими даними та фото.
29 липня народний депутат Олександр Бригинець повідомив, що командир добровольчого загону «Донбас» Семен Семенченко отримав призначення — він відповідальний за Артемівськ. Пізніше виявилося, що це повідомлення не відповідає дійсності..

##### Серпень 2014
10 серпня 2014 року Збройними силами України за участю бійців батальйонів «Донбас», «Азов», «Шахтарськ», «Правого сектору» розпочато операцію зі звільнення Іловайська та ліквідації укріпленого району терористів.
14 серпня бійці батальйону під час обшуку церкви Московського патріархату у Слов'янську виявили арсенал боєприпасів. За словами представників батальйону: «Батюшка не виходить із запою третій день, тому якихось зрозумілих показань на цей рахунок дати не зміг. Будемо лікувати».
18 серпня 2014 року бійці батальйону під командуванням Семенченка з важкими боями увійшли до Іловайська та вибили терористів з частини міста. Східну частину Іловайська було взято під контроль, організовано зачистку, у ході якої знищено 3 блокпости та 4 вогневі точки терористів. До ранку 19 серпня більшу частину території міста було взято під контроль силами АТО.
Станом на 22 годину 19 серпня після важкого бою батальйон зазнав втрат під Іловайськом та змушений був відійти з поля бою. Четверо вояків батальйону, серед яких чоловік журналістки Михайлини Скорик Сергій, загинули від куль снайперів.
19 серпня під час зачистки Іловайська Семен Семенченко, перебуваючи в передніх лавах, був поранений і прооперований у Дніпропетровську.
Сергій Риженко, головний лікар Дніпропетровської обласної лікарні ім. Мечникова: «Він зустрів медиків міцним слівцем, сказав, що „у вас є година часу, щоб дістати у мене осколки і відправити мене назад“. Наші хірурги дістають осколки — один, який пробив лопатку і застряг в ребрі, і два осколки знаходяться в стегні». Під час лікування Семена Семенченка командування батальоном «Донбас» перейшло до інших офіцерів підрозділу, а саме підполковника В'ячеслава Власенка на позивний «Філін».

##### Грудень 2014
14 грудня 2014 року бійці батальйону «Донбас» разом із Семеном Семенченком підтримали операцію з блокування «гуманітарних рейсів» українського олігарха Ріната Ахметова та боротьби з незаконним переміщенням контрабандних товарів. У фурах з гуманітарною допомогою були виявлені алкоголь та тютюнові вироби, які вивозилися на окуповану територію. Семен поставив ультиматум щодо пропуску цих сумнівних «гуманітарних» товарів:

##### Січень 2015
11 січня 2015 року близько сотні бійців батальйону «Донбас» вирушили у напрямку будівлі Міністерства внутрішніх справ, на вулиці Богомольця у Києві, з вимогою відправки їх в зону АТО. Командир батальйону «Донбас» Семенченко пішов на зустріч з міністром МВС України Арсеном Аваковим у приміщення МВС.
13 січня 2015 року друга штурмова рота батальйону «Донбас» вирушила до зони проведення АТО у Луганську область.
27 січня 2015 року перша рота батальйону «Донбас» достроково повернулася в зону АТО на допомогу своїм побратимам.
30 січня Семен Семенченко разом із частиною батальйону «Донбас» згідно приказу прибув на позиції ЗСУ до Вуглегірська-Дебальцеве для виконування бойових завдань.
31 січня 2015 в ході операції зі звільнення Вуглегірська і деблокування батальйону «Світязь» Семенченко отримав серйозну контузію і переломи ребер. Був направлений в лікарню Мечникова..

##### Лютий 2015
1 лютого 2015 Б. Філатов повідомив, що окрім контузії у Семенченка пробито легені та є переломи. За іншими даними діагноз інший — «закрита черепно-мозкова травма, струс головного мозку, закрита травма грудної клітини, забій грудної клітини, забій поперекового відділу хребта, тупа травма живота».
9 лютого 2015 року почалися бої у селищі Логвинове Луганської області (між Вуглегірськом і Дебальцеве). Батальйон «Донбас» гідно тримав позиції.
12 лютого батальйон «Донбас» разом із частинами ЗСУ штурмом взяли Логвинове, яке мало стратегічне для України значення. Бійцям батальйону «Донбас» вдалося взяти у полон 15 терористів.
18 лютого Семен Семенченко повідомив, що ситуація в Логвинове загострилась, терористи зайняли українські позиції, батальйон «Донбас» із частинами ЗСУ і Нацгвардії почали вивозити поранених та загиблих під час операції.

##### Березень 2015
Починаючи із середини лютого бійці батальйону «Донбас» тримали позиції як на Луганському, так і на Маріупольському напрямках (селище Широкине). 17 березня 2015 року третя рота розвідки батальйону «Донбас» відбула на передову у Широкине.

##### Червень 2015
15 червня 2015 Семен Семенченко разом з ветеранами батальйону «Донбас» інспектували пункти пропуску в Луганській області. В ході перевірки були виявлені серйозні порушення, зокрема, контрабанда лісу..

## Відродження УВО
Наприкінці серпня 2014 року Семенченко закликав керівників місцевих загонів самооборони, патріотичних об'єднань та молодіжних воєнізованих організацій по всій Україні розпочати організацію всеукраїнського партизанського руху.
2 вересня 2014 року ексміністр оборони, народний депутат Анатолій Гриценко у своєму виступі на телеканалі «Інтер» висловив свою думку щодо війни з Росією і подальших кроків до врегулювання конфлікту: «Путін може висувати ультиматуми. Звісно, ясно, що він зараз хотів би розкачати країну, дестабілізувати остаточно. Але ми її захищаємо — і треба захищати, враховуючи також і те, що каже комбат Семенченко»
8 вересня 2015 року стало відомо, що комбат Семенченко долучився до створення нового громадського об'єднання — «Української військової організації»: «42 організації висловили готовність приєднатися до ініціативи, яка тоді називалася „Партизанським рухом“, а зараз отримує новий, більш широкий зміст».
За його словами, відроджена Українська військова організація провела збори, в яких взяли участь 140 представників «самооборони», територіальних батальйонів, волонтерських організацій з усіх областей України.
На цих зборах ухвалено такі рішення:
- Створити 3 центри підготовки інструкторів для територіальної оборони та партизанського руху, а саме у Львові, Харкові та Дніпропетровську, з наступними напрямами підготовки: парамедики, снайпери, гранатометники, тактична підготовка, вогнева підготовка, саперна підготовка.
- Провести семінари по регіонах з питань організації громадських кампаній для «тиску» на владу, залученню благодійної допомоги для волонтерських організацій.
- Створити інформаційне агентство із залученням журналістів, психологів, істориків, фахівців з реклами для протидії російській пропаганді і впровадженню пораженських ідей в українському інформаційному просторі.[160]

2 листопада були проведені другі збори Української військової організації в Запоріжжі, у яких Семенченко взяв участь через Skype і розповів про необхідність підготовки мешканців області й оборонних споруд до можливого нападу російських військ.

## Сім'я
Дружина — Московець Наталія Олегівна, мають трьох дітей; він тривалий час приховував обличчя та особисті дані, щоб захистити сім'ю та близьких, які перебували на території тимчасово окупованого РФ Криму, та в Донецьку. Тому на публіці Семенченко весь час з'являвся одягнутим у балаклаву, яка приховувала все обличчя, крім очей. Як пояснив Семенченко:

## Контроверсійності

### Звинувачення у непрофесіоналізмі
Семенченко неодноразово критикував представників влади у сфері оборони держави, виступав за відставку генпрокурора Луценка. Після появи на публіці без балаклави у ЗМІ почали з'являтись критичні статті, які деякі інші ЗМІ розцінювали як тиск на нього, як на одного з лідерів добровольчого руху.
8 вересня 2014 радник голови МВС України Авакова Антон Геращенко повідомив, що проти Семенченка йде хвиля брехливої інформації.
На одній з прес-конференцій з критикою дій Семенченка виступили 5 бійців «Донбасу», які назвали його піарником, що не розуміється у військовій справі, і звинуватили в надмірних людських втратах.
На прес-конференції були присутні: Віктор Кондратюк (позивний «Писар»), Олег Шевченко (позивний «Серафим»), Володимир Бабенко (позивний «Фагот»), Віктор Дегтярьов (позивний «Сенсей»), Сергій Поволський (позивний «Павло»), Артем Солободянюк, Олександр Уценко, Володимир Шилов, Олег Дуб та інші.
Один із чинних на той момент бійців «Донбасу» сказав про присутніх: «Я не бачив більшість з цих людей ні в одному бою. Я можу сказати, що це чистої води провокатори.»
14 січня 2015 після звільнення з полону більшої частини батальйону пройшла прес-конференція п'ятьох бійців в «Майдан Прес Центрі». На ній була спростована інформація про Семенченка, що була надана на конференції у вересні. Також бійці відзначили, що проти батальйону ведеться серйозна інформаційна війна, як і проти всього добровольчого руху.
Телеканал «24» (належить лідеру партії «Самопоміч» Садовому, за списками якої пройшов у Верховну раду Семенченко) у своєму ефірі висловив інше бачення діяльності Семенченка: «Від російських пропагандистів дісталося і Семенченку: то він не воює на фронті, то зраджує свій батальйон, то уміло перекручують факти, мовляв, він сам заявляє, що „всіх зливають“, то в Києві організована прес-конференція колишніх бійців „Донбасу“, які обвинувачують у його некомпетенції, непрофесійності та відсутності авторитету».
В інтерв'ю виданню Українська правда 18 лютого 2016 року тодішній начальник Генерального штабу Віктор Муженко розповів, що Семен Семенченко під час боїв за Дебальцеве на своїй сторінці в соцмережі Facebook опублікував плани виходу українських військ з оточення, через що довелося змінювати маршрути та прокладати їх ближче до опорних пунктів бойовиків. У серпнi 2019 року Семен Семенченко попросив Службу безпеки України та Державне бюро розслідувань перевірити звинувачення екс-президента Петра Порошенка та екс-начальника Генштабу Віктора Муженка про розкриття ним даних про виведення військ з Дебальцевого. "Уже п'ятий рік розслідування і передача до суду справи по Дебальцеве гальмується прокуратурою. І зараз Порошенко з Муженком продовжують брехати розповідаючи у своїх інтерв'ю про те що «Семенченко опублікував секретний план виведення військ з Дебальцевого в своєму фейсбуці». У своїх заявах Семенченко просив СБУ та ДБР порушити кримінальну справу проти нього за державну зраду і зловживання владою, якщо звинувачення Порошенка і Муженка підтвердяться. «Якщо не підтвердиться — плюну в обличчя обом прямо на очній ставці. Друга заява буде про державну зраду самих авторів Іловайська та Дебальцеве. Всі свідчення я давав ще в 2015 році.»

### Дезінформація
В ЗМІ поширювалися повідомлення про нібито викрадене листування Семена Семенченка і міністра внутрішніх справ України Арсена Авакова. З листування випливає, що під час бою під Карлівка Донецької області 23 травня Семенченко вбив (або дав команду вбити) близько десяти власних солдат, які в паніці намагалися покинути поле бою. Цю новину спростовано на сайті Stopfake.
12 липня 2014 року ЗМІ поширили неправдиві відомості про те, що в Україні нібито торгують органами, вилученими у тяжко поранених солдатів. Причому цим нібито займаються колишній адвокат Юлії Тимошенко Сергій Власенко, Семен Семенченко та мешканка Німеччини Ольга Вебер, яку в сюжетах названо «лікарем». Це повідомляє телеканал «Росія 24», а також сюжет про цю «листуванні» показав і канал «Россия 1» у своїй підсумковій програмі «Вести недели з Дмитром Кисельовим». Новину спростовано на Сайті Stopfake.
17 травня 2018 року Верховний Суд встановив, що інформація про ймовірну підробку документів, яка поширювалась 2015 року виданнями «Обозреватель» та «Ракурс», не відповідає дійсності й порушує його немайнові права.А саме — інформація щодо того, що Семен Семенченко: був "несумлінним підприємцем", який нібито займався обманом громадян та бізнес-партнерів, уникав виконання фінансових зобов'язань перед контрагентами та податковими органами; людиною, яка протягом своєї діяльності нібито здійснювала підроблення документів; людиною, яка нібито неодноразово притягалася до кримінальної відповідальності за корисливі злочини; людиною, яка нібито шляхом обману привласнювала кошти, зібрані для потреб військової операції. Уся ця інформація не відповідає дійсності, є неправдивою, недостовірною.
14.07.2017 року радник міністра внутрішніх справ Ілля Ківа назвав Семена Семенченка аферистом та заявив, що "поранення той отримав не бойове". В той же день Ківа пообіцяв пристрелити Семенченка. 06.03.2022 Генеральний прокурор повідомила про підозру народному депутату Іллі Киві у державній зраді та публічних закликах до зміни меж території України. 07.12.2023 зрадник Кива був ліквідований у Москвi.
08.09.2015 року командир 73 спеціального центру морських операцій полковник Едуард Шевченко звинуватив Семена Семенченка у непрофесіоналізмі, піарі, а також у тому, що він нібито мітингував у Києві під час Іловайського котла (у цей час Семенченко лежав у госпіталі після важкого поранення). Причому сам Шевченко в інтерв'ю заявив, що особисто знайомий із Семенченком не був і лише "бачив цього персонажа в Вуглегірську"..  7 березня 2023 року СБУ повідомила, що затримала агента російської розвідки (ГРУ ГШ РФ), який збирав інформацію для захоплення міста Очаків. Російська військова розвідка дала йому завдання схилити до співпраці з окупантами керівництво міської влади. Російським агентом, виявився полковник Едуард Шевченко. 06.02.2024 Заводський районний суд Миколаєва почав розгляд справи.

### Отримання військового звання
29 січня 2016 року в ефірі телеканалу 112 Семенченко прокоментував як незаконне наказ виконуючого обов'язки командувача Національною гвардією Миколи Балана від 22.12.2015, в якому слова «майор резерву Семенченко» були замінені на "капітан резерву Семенченко, а слова «капітан резерву Семенченко» були замінені словами «громадянин Семенченко» та оголосив оскарження цього рішення в адміністративному суді.
15 вересня 2016 року Окружний адміністративний суд Києва визнав незаконним і таким, що підлягає скасуванню наказ колишнього виконуючого обов'язки командувача Національною гвардією Миколи Балана від 22.12.2015, в якому слова «майор резерву Семенченко» були замінені на «капітан резерву Семенченко, а слова „капітан резерву Семенченко“ були замінені словами „громадянин Семенченко“».
30 вересня 2016 року Семенченко виграв кілька судів поспіль проти Генпрокуратури і НГУ сам подав у НАБУ заяви про «притягнення до кримінальної відповідальності посадових осіб Головної військової прокуратури»
4 листопада апеляційний адміністративний суд м. Києва залишив в силі рішення Окружного адміністративного суду в частині визнання протиправним наказу ТВО командувача НГУ Миколи Балана від 22.12.2015, яким слова «капітан резерву Семенченко» були замінені словами «громадянин Семенченко» з присвоєнням йому первинного звання «солдат резерву». Тим самим рішення суду першої інстанції, яким даний наказ в вищевказаній частині був визнаний протиправним і скасований, вступив в законну силу. Разом з тим суд скасував рішення адміністративного окружного суду м. Києва в частині визнання протиправним наказу ТВО командувача НГУ від 22.12.2015, в якому слова «майор резерву Семенченко» були замінені на «капітан резерву Семенченко». Семенченко повідомив, що його представники оскаржують рішення апеляційного суду в цій частині у вищому адміністративному суді.

### Після закінчення терміну депутатських повноважень
24 червня 2019 року народний депутат Семен Семенченко повідомив про рішення не балотуватись до Верховної Ради України. «Перебування у Раді зараз вже не допомагає, а заважає мені в боротьбі за Україну. Якщо ти не член правлячої коаліції і не йдеш на договорняки, то система блокує твої повноваження, на твої депутатські запити приходять відписки, а твої законопроекти роками не вносяться в порядок денний. Зате для багатьох людей ти один з чотирьохсот з гаком «мудаків з Верховної Ради» і «всі вони там однакові» - кращий козир олігархічної пропагандистської машини», — написав депутат. Також він повідомив, що шкодує про те, що так і не зміг спертися у своїх ініціативах на політичну команду, з якою прийшов до Ради у 2014 році. "Тому на початку цього року я повідомив про вихід із партії "Самопоміч", - пояснив Семенченко. За словами нардепа, на створення політичної структури з "людей дії" потрібно більше часу, ніж відведено політичним календарем у 2019 році, а приєднуватися до чужих команд "тільки для того, щоб набути статусу депутата", він не має наміру. "Я йду з парламенту з тим же, чим туди прийшов – з чистими руками та чистою совістю. Чим я займатимуся? У мене є три великі проекти. Перший – створення політичної структури з однодумців. З людей, які не лише коментують політичні події та торгують обличчям на олігархічних телеканалах. А діють", - написав Семенченко.
1 вересня 2019 року активісти помітили вагони з вугіллям із написом "Російські Залізниці" на станції Соснівка, що у Львівській області. Учасники бойових дій, шахтарі та жителі зупинили потяг та розпочали протест. Його очолив Семен Семенченко.
21 вересня 2019 року усіх затриманих учасників акції блокади на залізниці у Львівській області звільнено,  постраждалим надано медичну допомогу. Глава управління поліції Львівщини: "Враховуючи, що питання переросло у політичну площину, звертаюся до місцевої влади та керівництва вугільного підприємства негайно вирішити свої спірні питання. Поліція розблокувала шляхи, тепер ви маєте знайти вирішення проблеми. Запрошені до поліції громадяни будуть встановлені, порушники оштрафовані і всіх їх відпустять". У Штабі блокади заявили, що на одного з затриманих учасників акції, першого командира батальйону "Донбас" Семена Семенченка складено протокол адміністративного правопорушення.
"Чекаю призначення суду у Червонограді", - заявив Семенченко. Також він заявив, що блокада триває "вже 21 день і її підтримали 4 обласні ради".
Після цього інциденту депутати обласної ради звернулися до Володимира Зеленського та представників правоохоронних органів з вимогою звільнити керівника Нацполіції Львівської області Василя Віконського. Звернення підтримали і депутати, і голова Львівської облдержадміністрації Маркіян Мальський.
10 жовтня 2019 року, коментуючи силовий розгін блокади російського вугілля у Львівській області та арешт Семена Семенченка, Президент України Володимир Зеленський заявив ""Семен Семенченко відколи став "львів'янином"? Давайте будемо чесними, що реально там було? Усі будуть нести відповідальність. Від імені "львів'ян" каже Семен Семенченко - це не вірно. З поліцейськими я розберуся. Треба вміти спілкуватися та домовлятися!". Згідно з листом Нацполіції від 2 липня 2020 року, за результатами службового розслідування Нацполіції порушень у діях співробітників поліції не встановлено, інформація про вжиті заходи у процесі досудового розслідування не підлягає розголошенню.
Семен Семенченко відповів у ФБ на заяву президента на прес-конференції про те, що він не львів'янин: «Пане Володимире Зеленський! Ви не хвилюйтесь дуже, що Семенченко «не львів'янин» і тому «неправильно», що він вимагає від уряду припинити торгівлю російським вугіллям «разом із львів'янами». По-перше, я українець. А Львівська область, слава Богу, Україна. По-друге, ви не все про мене знаєте))). Батько моєї дружини родом саме із Соснівки Львівської області — саме звідти де йде блокада. І не тільки її батько, а й батько його батька, та батько його батька)))). Усі спадкові шахтарі і саме із цього регіону. Ще там мешкає дядько моєї дружини разом зі своєю дружиною. Тому поки дорослі сидять у лісі біля вагонів, діти гостить у родичів у Соснівці. Був уже старший, зараз везу середнього та молодшого. По-третє, на жаль, шахтарі та ветерани Соснівки не мають Фейсбука з 240.000 фоловерів та стримів на півмільйона переглядів, тому їх можна «загорнути вночі по-тихому», як і планували «орли мента Віконського». Мене не можна".

## Звинувачення у злочинній діяльності

### Звинувачення у створенні ПВК та підозра в контрабанді. Арешт
24 березня 2021 на сайті СБУ оголошено про припинення діяльності воєнізованого збройного формування, яке названо «приватною військовою компанією». Очільниками ПВК, створеної за межами України 2018 року, вважаються Семенченко та Євген Шевченко («позаштатний агент НАБУ»).Проте голова виконавчого комітету Національної ради реформ України Міхеіл Саакашвілі висловив сумніви в обґрунтованості звинувачень на своїй Фейсбук-сторінці, закликавши розкрити подробиці злочинів, якщо вони справді були: Пізніше він також висловив сумніви щодо протиправності діяльності «приватної військової компанії»:
Семенченко та Євген Шевченко також підозрюються в організації та реалізації протиправної схеми із ввезення поза митним контролем військових запчастин і товарів подвійного призначення з РФ, які пізніше продавалися державним підприємствам оборонної сфери за завищеними цінами.
Слідчі стверджують, що мають дані про участь фігурантів справи в укладанні контрактів між «ПВК» та представниками різноманітних організацій країн Близького Сходу і що є зафіксовані пропозиції з організації незаконного постачання зброї до цих країн.
26 березня Печерський райсуд Києва заарештував на 60 діб Євгена Шевченка терміном до 24 травня з можливістю внесення застави 5 млн грн. (вийшов під заставу 30 березня) Натомість, Семенченку суд обрав арешт без права на заставу.
Дисидент радянської доби, один із "батьків" української незалежності Степан Хмара та засновник та перший командир добровольчого батальйону ОУН Микола Кохановський хотіли взяти Семена Семенченка на поруки.
У фільм-розслідуванні «Солдати мільярдера» Слідство.Інфо у березні 2021, ПВК, або товариство з обмеженою відповідальністю « Донкорп Україна», що зареєстрована в Україні як охоронна фірма і яку контролював Семенченко, звинувачується у незаконній діяльності в інтересах олігарха Ігоря Коломойського. В інтерв'ю виданню «Українська правда» 13 травня 2021 Семенченко заявив що «найманцями ані Коломойського, ані Ахметова, ані Васі Пупкіна ми ніколи не були. Грошей на організацію протестів ані від нього, ані від будь-кого іншого я не отримував. Мої побратими теж. І, наскільки мені відомо, „на організацію протестів“ гроші не потрібні. Як і для того, щоб взяти в руки зброю і піти захищати Батьківщину. Для цього достатньо громадянської позиції і елементарної совісті».
Семенченко стверджував, що насправді готував партизанські загони — під кураторством військової розвідки.
21 травня 2021 року, у розслідуванні українського видання «Цензор нет» стверджується, що справа проти Семенченка ведеться на запит КДБ Білорусі. У розслідуванні наводяться фотокопії офіційних запитів КДБ Білорусі на адресу СБУ на слідчі дії з екс-депутатом Семеном Семенченком. «Силовики Олександра Лукашенко, який захопив владу в Білорусі, висловили свою готовність „у взаємовигідній співпраці з СБУ у боротьбі зі злочинністю“. Як повідомлялося раніше, підозрюваний у створенні НВФ екс-депутат Семена Семенченко заявив, що він та його соратники збиралися навчати білоруських активістів самообороні, щоб ті за необхідності могли стати в першому ряду боротьби проти російської агресії.»
21 травня український журналіст Юрій Бутусов зробив заяву на своїй фейсбук сторінці, що «СБУ розслідує діяльність Семена Семенченка та білоруса Автуховича на запит КДБ Білорусі, КДБ просить встановити номери у тому числі співробітників ГУР МО».

### Звинувачення у тероризмі
14 травня 2021 СБУ повідомила Семенченку, який вже перебував під вартою, про підозру в організації обстрілу будівлі проросійського ІА «112-канал», що стався у липні 2019 року. СБУ вважає, що для вчинення злочину Семенченко залучив двох учасників підпорядкованого йому збройного формування. За версією слідства, в червні він разом зі спільником провів розвідку місцевості поблизу будівлі для обрання способу вчинення теракту та шляхів відходу з місця злочину з врахуванням наявних камер відеоспостереження. СБУ стверджує, що саме Семен Семенченко організував передачу грошей для придбання транспорту та інших засобів, необхідних для здійснення злочину. У результаті обшуків за місцями проживання фігурантів справи у столиці та Київській області правоохоронці виявили і вилучили транспорт та засоби, які зловмисники використовували у ході вчинення злочину.
Учасникам справи повідомлено про підозру за ч. 2 ст. 258 (терористичний акт) Кримінального кодексу України, яка передбачає від 7 до 12 років позбавлення волі з можливою конфіскацією майна.
Про мотив злочину Семенченка у заяві СБУ нічого не сказано.
Семенченко прокоментував звинувачення у коментарі Українській правді 17 травня 2021 «112 канал» — канал країни-агресора, Медведчука звинувачують за статтею «державна зрада» і переводять під домашній арешт (хоча стаття не передбачає домашнього арешту). Доказом моєї провини, зазначеної в підозрі, є моя публікація у FB (з вимогою до президента закрити телеканал NewsOne) і свідчення кримінального провокатора (того самого, який за кілометр від ветеранської бази закопав зброю, а потім викопав на камеру разом з СБУ)."

### Звинувачення у незаконному поводженні зі зброєю, бойовими припасами або вибуховими речовинами
У липні 2021 року Семену Семенченку оголосили нову підозру в придбанні, зберіганні та передачі вогнепальної зброї, бойових припасів, вчинених за попередньою змовою групи осіб. Як йдеться у тексті підозри, у квітні 2020 року Семенченко начебто віддав вказівку колишньому атовцю Вадиму Боровику перевезти зброю до тренувальної бази так званого незаконного військового формування у селі Сувид. Для цього Семенченко начебто дав Боровику кошти. У підозрі вказується, що Боровик усвідомлював незаконність цих дій, але перевозив зброю оскільки перебував у підпорядкування Семенченка. Адвокат Семенченка Влад Добош повідомив, що Семенченко заперечує причетність до зброї, як і до інших підозр. Адвокат заявив, що Вадим Боровик, який дав свідчення за всіма трьома епізодами підозри, обговорює Семенченко через особистий конфлікт між ними з приводу вкраденої в 2019 році машини громадської організації Семенченка «Рух визволення».

### Голодування
20 серпня 2021 року Семен Семенченко, перебуваючи в одиночній камері СІЗО СБУ, оголосив безстрокове голодування на знак протесту проти постійних перенесення засідань судів та його утримання в одиночній камері. Фактично він уже голодував до цього неофіційно більше  20 днів, "перевіряв силу волі".
27 вересня 2021 року Семенченко знепритомнів у СІЗО СБУ наприкінці другого місяця голодування, за цей час він втратив 25 кілограмів.
29 вересня 2021 року СБУ повідомило, що завершило слідство у справі Семенченка і передало його до суду.
1 жовтня 2021 року, після перевірки Офісу омбудсмена, Семена Семенченка перевели з одиночної камери ізолятора СБУ до Лук'янівського СІЗО. Цього ж дня він припинив голодування. Воно тривало 61 день.

### Домашній арешт
14 липня 2021 Солом'янський районний суд Києва змінив запобіжний захід для Семенченка і замість перебування під вартою призначив йому цілодобовий домашній арешт. 26 липня той же суд змінив запобіжний захід на перебування під вартою.
8 вересня Київський апеляційний суд продовжив арешт терміном на два місяці. 16 вересня судове засідання Семенченка було перенесено на 6 жовтня через те, що Солом‘янський суд не передав справу до Апеляції.
У грудні Шевченківський районний суд Києва продовжив запобіжний захід Семену на два місяці.
21 червня 2022 Семенченка знову звільнено з-під варти та переведено під цілодобовий домашній арешт. За нього поручився керівник ГУ розвідки Міноборони Кирило Буданов. Головне управління розвідки Міністерства оборони також просило суд відпустити командира батальйону «Донбас» боронити Україну. У листах ГУР МОУ до Київського апеляційного суду ішлося, що Семенченко «має високі організаційні якості, успішно діяв як командир підрозділу, керував та безпосередньо організовував оборону населених пунктів та територій», тож «зараз його організаторські здібності принесуть користь країні та обороні». Голова ГУР також вказав, що провину Семенченка не доведено.
У вереснi 2022 року Семенченко пояснив ВВС News Україна стан справ після звільнення з СІЗО під домашній арешт. «Якщо коротко — мене не судять, але й воювати не дають». BBC News Україна, у своїй статті повідомляє: «справу Семенченка не зупинили, але й не почали розглядати по суті. На фронт Семенченко змушений кожного разу відпрошуватись у прокуратури та суду лише на 2-3 дні, більше не дають. Наприклад, суд дозволив Семенченку виїзд до прифронтового Бахмуту (Донецька область) 19-22 липня „з метою участі у плануванні й реалізації військових операцій“. Інші обвинувачені в справі „Донбасу“ вже повноцінно доєднались до ЗСУ і воюють на передовій».

### Після початку повномасштабного вторгнення
У перші години повномасштабного вторгнення Семенченко, перебуваючи у Лук'янівському СІЗО, написав заяву на мобілізацію та відправку на передову.
27.02.2022 Семен Семенченко повідомив, що він вийшов із СІЗО і закликав усіх вступати до лав його штурмового підрозділу. «Я на волі. Часу мало тому одразу до справи… Ми повинні знищувати ворога там, де стоїть його чобіт на нашій землі. Ворог має побігти. Найближчим часом я напишу заяву про вступ до лав сил оборони України», — повідомив Семенченко.Водночас ЗМІ почали писати, що в умовах воєнного стану прокурор змінив йому запобіжний захід.
У той же день у російських та білоруських ЗМІ почалася інформаційна компанія «На Украине выпустили из СИЗО лидера украинских националистов Семенченко».
27.02.2022 державний телеканал Лукашенка «ОНТ» зробив заяву «Хотелось бы чтоб новость была фейком, но — нет. Украина раздает оружие даже осужденным за тяжкие преступления, если они заявили о готовности воевать с Россией. Среди помилованных и небезызвестный в Беларуси создатель ЧВК Семен Семенченко. Именно через его ЧВК инструктировали группу Автуховича, как делать теракты. Оружием и боевиками, правда, помочь не смогли — всех задержали белорусские спецслужбы.»
Реакция российских пропагандистов (Скабеева) «Радикального националиста Семена Семенченко освободили из-под ареста! На свободе он тут же созвал штурмовой батальон. Семенченко — один из создателей нацистского батальона ‘Донбасс’. Был арестовал после обвинения в причастности к созданию незаконного военизированного вооруженного формирования Тоже пойдёт на фронт»
27 лютого 2022 року прокурор Офісу Генерального прокурора Синюк підтвердив факт написання Семенченком заяви на фронт, проте повідомив, що питання про нього «ще узгоджується».
27.02.2022 дружина Семенченко Наталія Музика повідомила, що її чоловіка не випустили із СІЗО. « Вже є постанова прокурора, є начебто, принципове політичне рішення, але Семен та ще десять хлопців — ветеранів АТО поки що залишаються у СІЗО. Вчора їм сказали збирати речі, бо надійшли документи. Я написала радісний пост у Фейсбук, а потім виявилося, що керівництво СІЗО не може відпустити Семена без жодного папірця.» 01.03.2022 стало відомо, що рішення про звільнення Семена Семенченка було скасовано і у його справі призначено нове судове засідання. Запобіжний захід — утримання під вартою -залишили без змін, пославшись на технічні проблеми і відклавши розгляд питання на два місяці.
19.05.2022 один із тих суддів у справі Семенченка (Є. В. Сідоров) в окремій думці заявив про відсутність підстав утримання Семенченка під вартою.
21.06.2022 Київський апеляційний суд змінив Семену Семенченку запобіжний захід із утримання під вартою на цілодобовий домашній арешт, Головне управління розвідки Міністерства оборони просило відпустити командира батальйону «Донбас» захищати Україну. 13 червня начальник ГУР Кирило Буданов звернувся до Київського апеляційного суду та Шевченківського районного суду Києва з листами, в яких ручався за Семена Семенченка".
У вересні 2022 року Семенченко повідомив в інтерв'ю ВВС News Україна що винним себе у пред'явлених звинуваченнях не визнає, нічого поганого у боротьбі з Медведчуком чи підготовці до повномасштабної війни не бачить, переживає з неможливості сформувати бойовий підрозділ та повноцінно воювати, але йти на визнання провини і потенційну амністію теж не бажає. «Час все розставить по своїх місцях, але якщо ми зараз не будемо використовувати на фронті кожного організатора, кожного бійця, кожного хорошого командира, то в нас цього часу може і не бути».
У 2022—2024 роках, попри судовий процес, Семенченко співпрацює з військовими, організовує тренінги зі спеціальної військової підготовки і займається виробництвом далекобійних безпілотників. «Моя участь в обороні країни відбувається паралельно з судом наді мною. Я продовжую свою роботу, допомагаючи в організації і плануванні операцій. Я співпрацюю з певними відомствами, в тому числі з Міноборони, як у відкритих проєктах, так і у конфіденційних». Незважаючи на заборони, екскомбат мріє повернутися на фронт. «Моя мрія — створити свій бойовий підрозділ і дати результат, як це було в 2014».
26 травня 2024 року в інтерв'ю ТСН Семен Семенченко повідомив, що після звільнення неодноразово їздив на Донбас, у зону бойових дій для виконання окремих завдань ГУР МОУ, але кожного разу, керівник розвідки запитував письмовий дозвіл для виїзду з Києва у суді. Семенченко досі не залишає спроб створити свій підрозділ і готовий під своє керівництво брати i деяку кількість колишніх засуджених. «Якщо є люди, які бігають від ТЦК, то є люди, які готові зібрати і показати результат».